# 奧萊什尼采

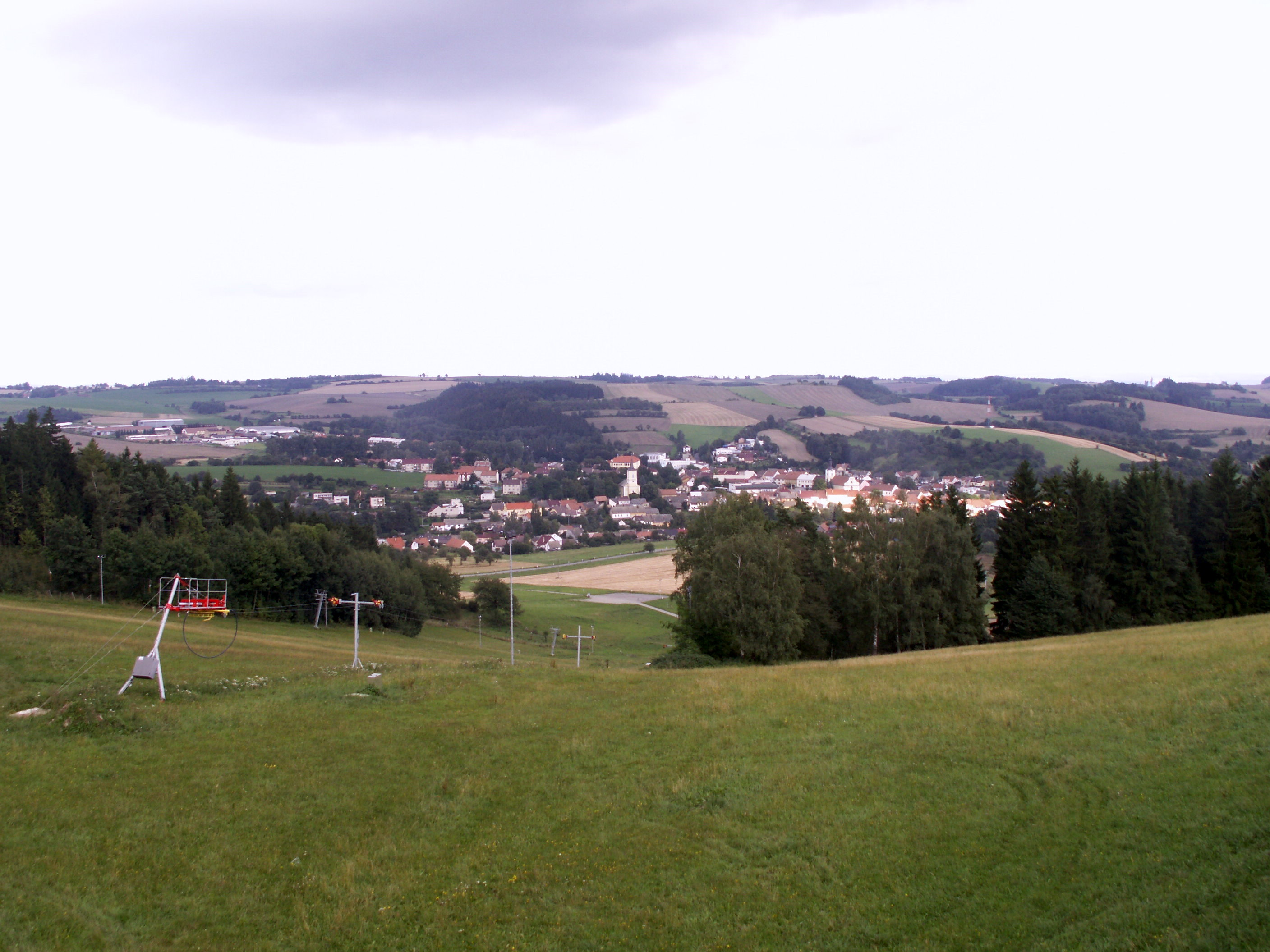
Olešnice

奧萊什尼采是捷克的城鎮，位於該國東部，距離昆什塔特9公里，由南摩拉維亞州負責管轄，面積12.52平方公里，海拔高度540米，2005年人口1,768。

## 外部連結
- 市政网站 （页面存档备份，存于）